# Dziewięćsił bezłodygowy
Dziewięćsił bezłodygowy (Carlina acaulis L.) – gatunek rośliny należącej do rodziny astrowatych. Występuje w rejonach alpejskich południowej i centralnej Europy, dosyć często na terenie Polski południowej (Beskidy, Pieniny, Tatry, Sudety), Wyżynie Woźnicko-Wieluńskiej (Rębielice Królewskie), rzadko na niżu.

## Morfologia
ŁodygaPrzeważnie brak łodygi i stąd pochodzi gatunkowa nazwa rośliny.
LiściePierzaste, powcinane, kolczasto zakończone, tworzące rozetę. Na spodniej stronie słabo pajęczynowate. Rozeta rozpostarta tuż przy gruncie, osiąga do 15 cm średnicy.
KwiatyW środku rozety umiejscowiony jest duży srebrzystobiały, rozwarty koszyczek, przypominający pojedynczy kwiat. Ma średnicę 7–15 cm, łuski okrywy mają na brzegach rozgałęzione kolce. Wewnętrzne łuski okrywy biało lśniące, długości 3–5 cm. Kwiatostan złożony wyłącznie z kwiatów rurkowatych.
OwoceNiełupka o długości 4–6 mm z puchem kielichowym 15–17 mm. Włoski puchu zrośnięte w nasadzie pęczkami po 5–8. Nasiona rozsiewane są przez wiatr.
KorzeńGruby, palowy, słabo rozgałęziony i drewniejący.

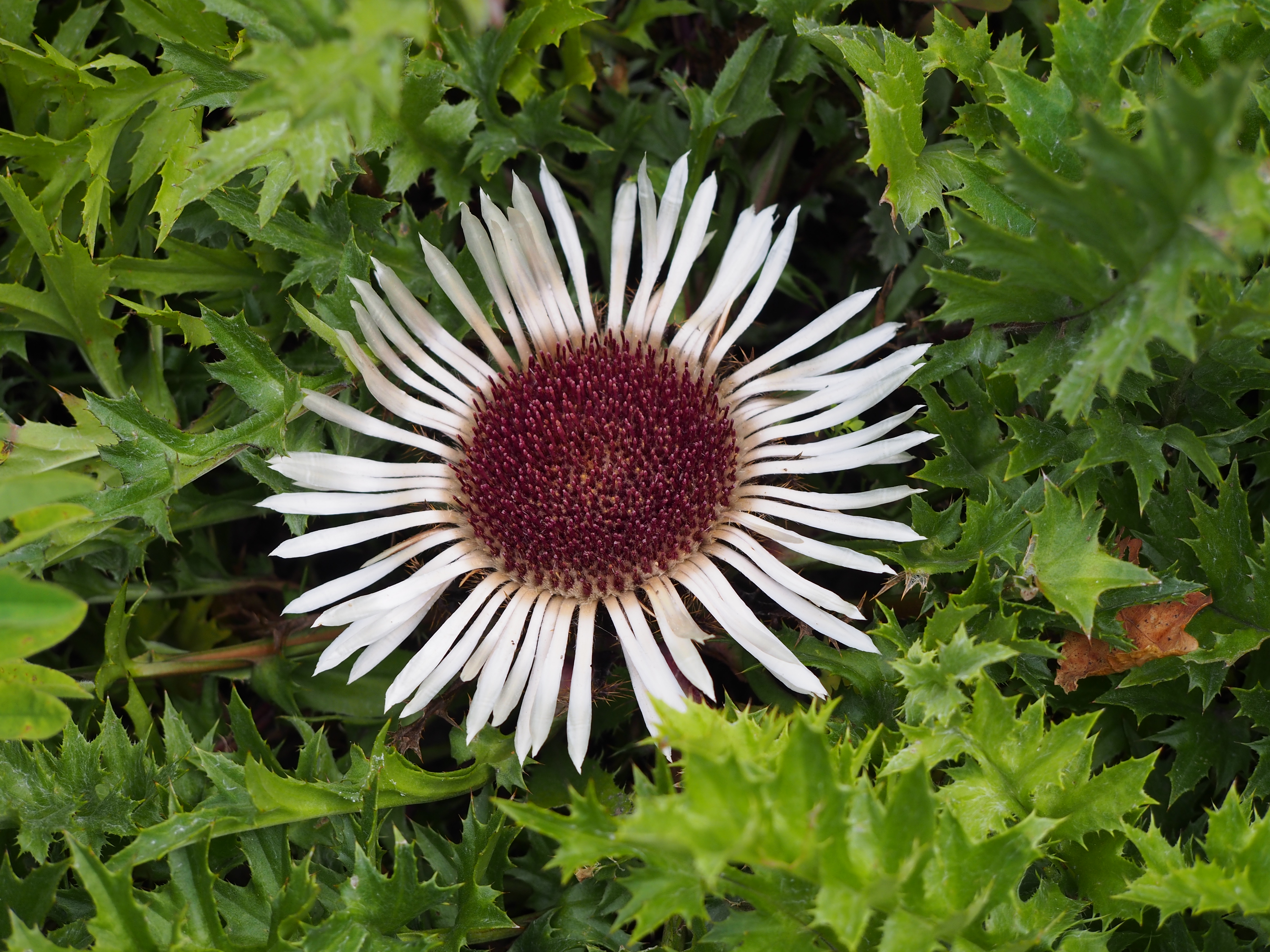
Kwiatostan
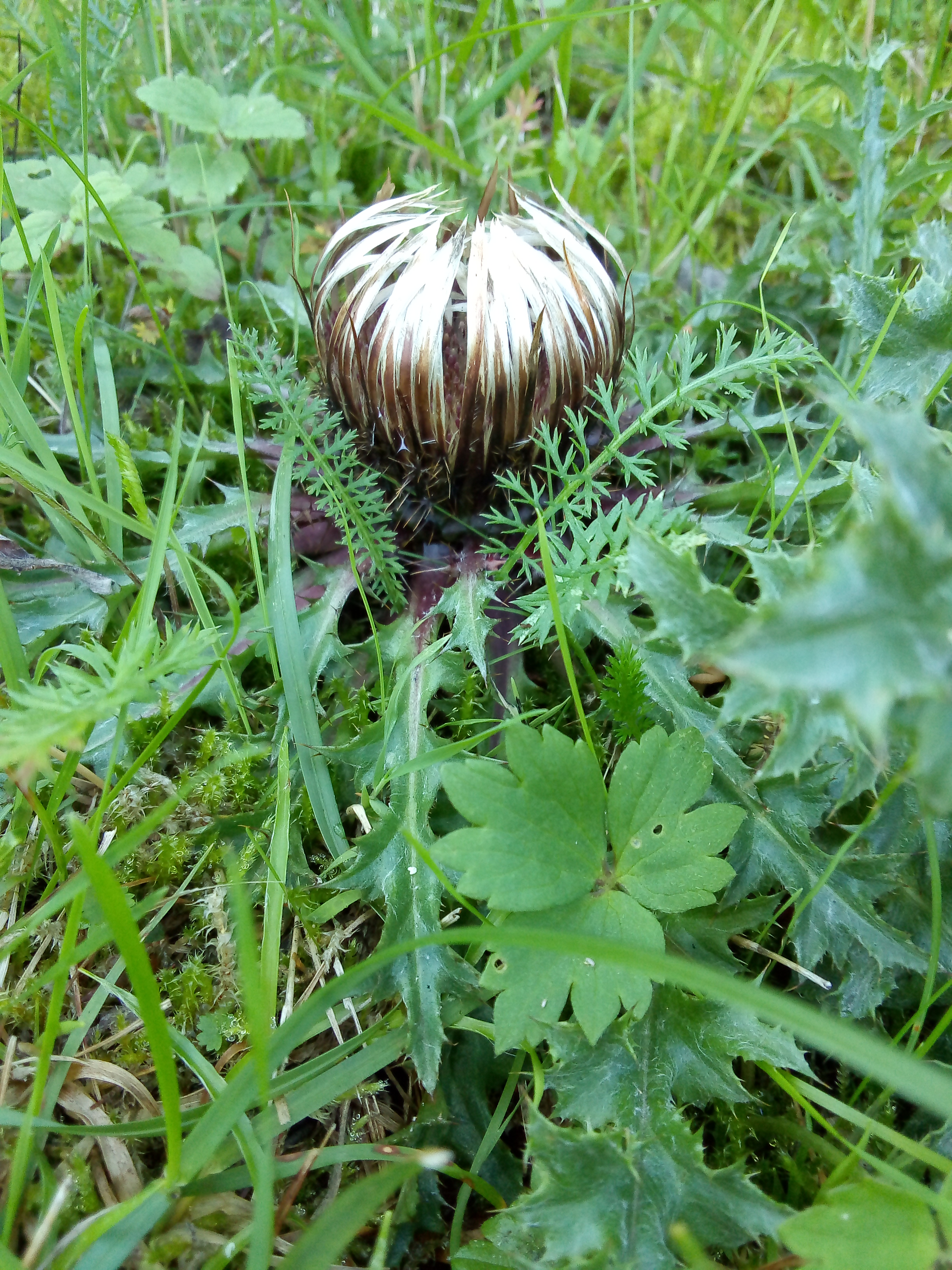
Rozwijający się kwiatostan
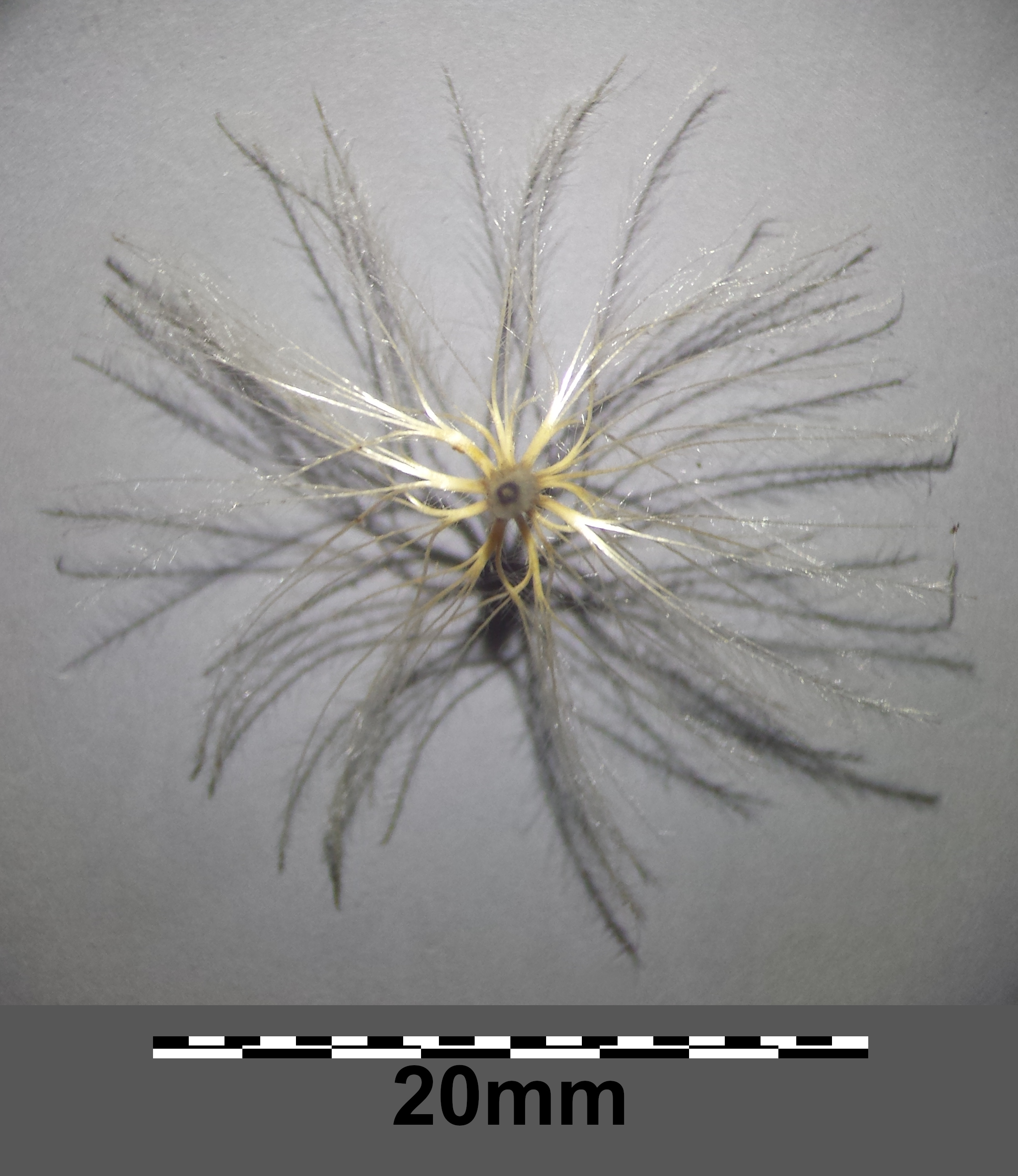
Owoc z puchem kielichowym
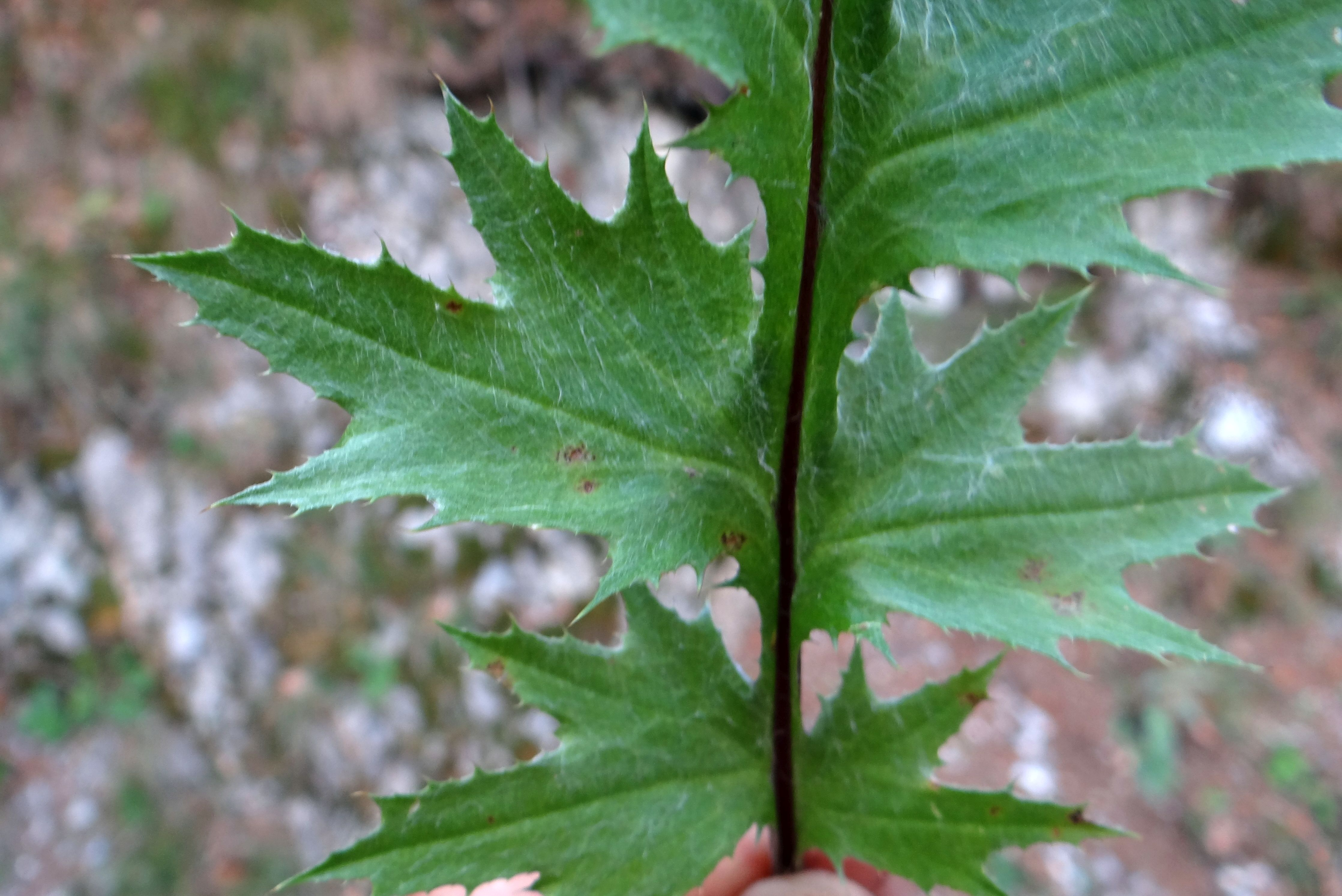
Liść
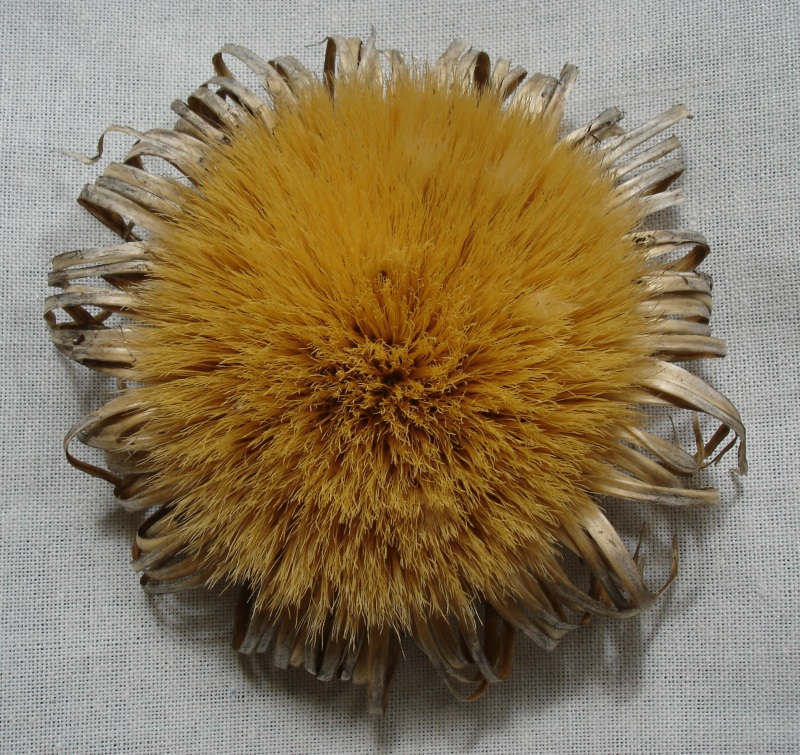
Owoce
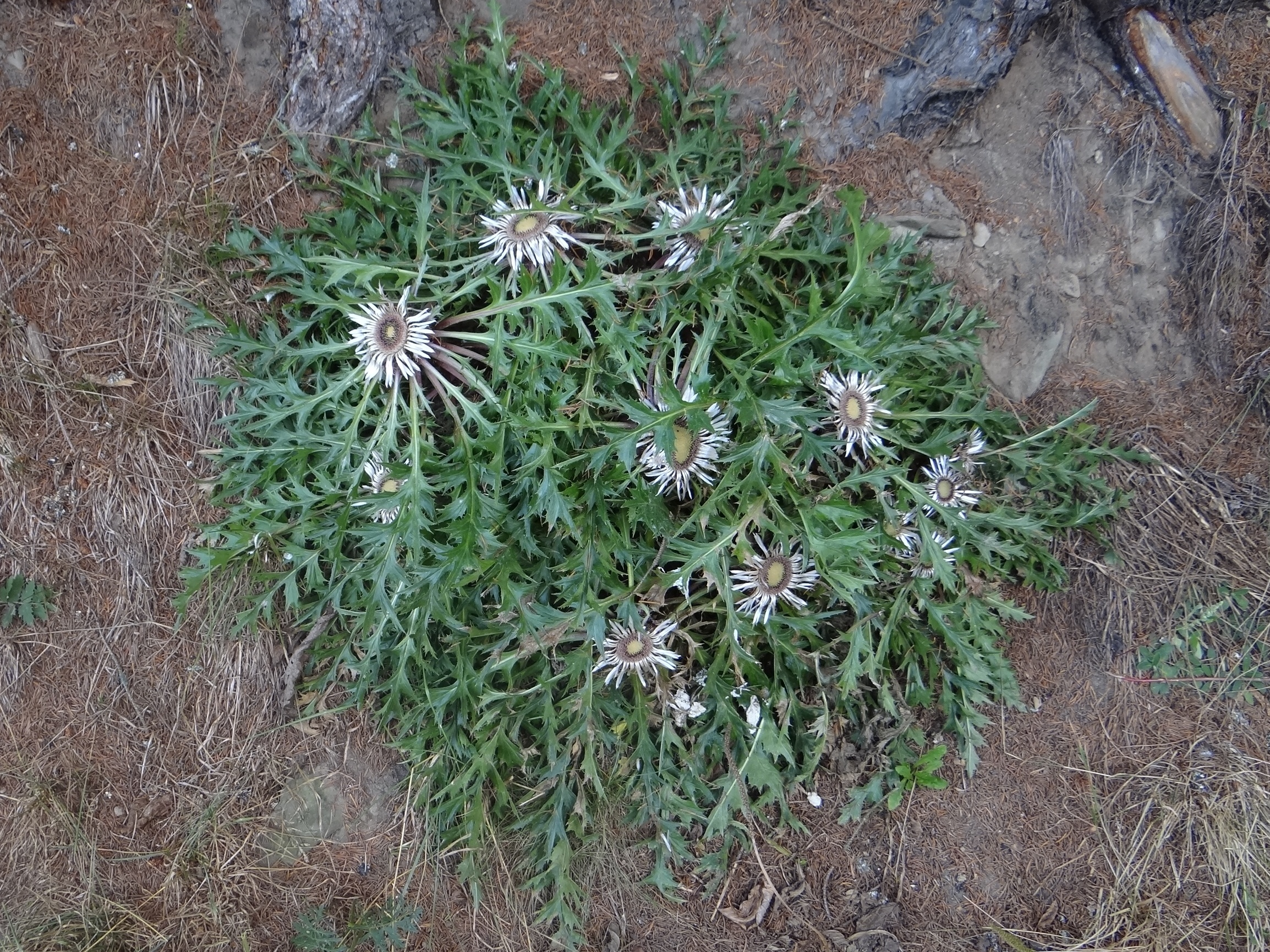
Czasami tworzy wielkie kępy

## Biologia i ekologia
Roślina dwuletnia, hemikryptofit. Kwitnie od lipca do września. Kwiatostan otwiera się tylko w słońcu, a zamyka się pod wpływem zwiększonej wilgotności powietrza, co postrzegane jest jako zwiastun nadchodzącego deszczu. Występuje na suchych murawach i obrzeżach lasów na terenach górzystych do 2800 m n.p.m., często na wzgórzach wapiennych, także niżej. Preferuje gleby o odczynie obojętnym lub zasadowym, ubogie, piaszczysto-gliniaste. Rośnie w miejscach nasłonecznionych. Liczba chromosomów 2n = 20.
Wyróżnia się dwa podgatunki:
- Carlina acaulis subsp. acaulis
- Carlina acaulis subsp. caulescens – posiada niewielką łodygę

Tworzy mieszańce z dziewięćsiłem popłocholistnym

## Zagrożenia i ochrona
W latach 1946–2014 dziewięćsił bezłodygowy podlegał w Polsce ochronie ścisłej, od 2014 r. objęty jest ochroną częściową . Dawniej był masowo zbierany dla celów dekoracyjnych. Obecnie jest zagrożony przez działalność gospodarczą oraz zarastaniem przez wyższą roślinność wskutek zaprzestania użytkowania śródleśnych polan.

## Zastosowanie

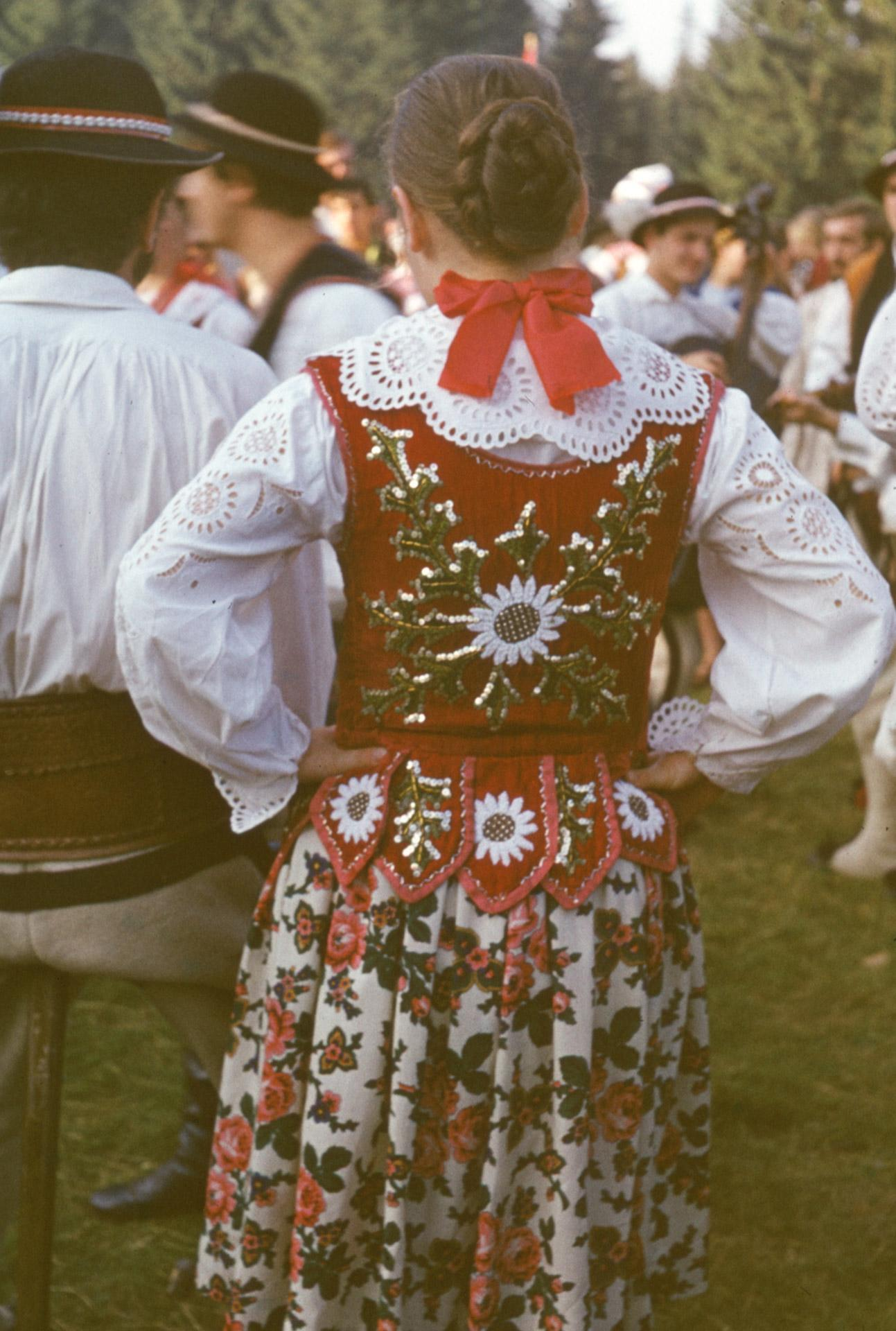
Motyw dziewięćsiła na odzieży podhalańskiej

- Roślina lecznicza: już w średniowieczu uważany był za roślinę tego rodzaju. Korzeń wykorzystywano jako środek napotny, moczopędny, a także przy zaburzeniach trawienia.
  - Zbiór i suszenie: korzeń zbierany jest jesienią i po oczyszczeniu suszony w warunkach naturalnych.
  - Skład chemiczny: surowiec zawiera olejek eteryczny (1–2%) o działaniu bakteriobójczym, garbniki i inulinę[7].
  - Działanie: przeciwbakteryjne, napotne, moczopędne i przeciwgorączkowe. W wyższych dawkach także przeczyszczające i wymiotne. Stosowany jest wewnętrznie przy zaburzeniach trawienia, zaparciach, oraz przy braku apetytu i przeziębieniach[7].
- Wzornictwo i sztuka: stylizowane przedstawienie dziewięćsiła jest klasycznym motywem sztuki podhalańskiej.
- Roślina ozdobna: Gatunek wykorzystywany jest przy aranżacji ogródków skalnych. Zasuszone kwiatostany nadają się na zimowe bukiety[8].
- Sztuka kulinarna: w niektórych krajach europejskich (np. Szwajcaria, Włochy) dno koszyczków kwiatowych (osadnik) spożywane było jako warzywo, tak jak karczochy[9].

## Uprawa
Wymaganianajlepiej rośnie na jałowej piaszczysto-gliniastej, przepuszczalnej glebie o odczynie obojętnym lub lekko zasadowym i o niedużej wilgotności. Wymaga stanowiska słonecznego.
RozmnażanieGatunek rozmnaża się przez nasiona. Mogą być wysiewane jesienią i wówczas sadzonki wysadza się na stałe miejsce wiosną. Po wysiewie nasion w maju-czerwcu do pojemników, kiełkowanie następuje po około 18–25 dniach w temperaturze 18–22 °C. Na miejsca stałe dziewięćsił bezłodygowy wysadza się we wrześniu w rozstawie 30×40 cm.